# Percy Jackson et les Olympiens
Pour les articles homonymes, voir Percy Jackson (homonymie).
Percy Jackson et les Olympiens (Percy Jackson and the Olympians) est une série télévisée fantastique américaine, créée par Rick Riordan et Jonathan E. Steinberg (en), d'après la série de livres éponyme également créée par Rick Riordan, et diffusée depuis le 19 décembre 2023 sur la plateforme de streaming Disney+.
La série se classe parmi les meilleurs lancements de la plateforme après la diffusion du premier épisode, qui cumule 13,3 millions de vues sur Disney+ et Hulu en six jours,. Les critiques, principalement positives, félicitent particulièrement sa fidélité à l'œuvre originale, la construction d'univers et les performances des acteurs,. La série a d'ailleurs été renouvelée pour une deuxième saison, ainsi qu’une troisième[réf. souhaitée].

## Synopsis
Percy Jackson, un jeune adolescent de douze ans, se trouve confronté à une mission périlleuse : tout en échappant à des monstres et des divinités, il doit traverser les États-Unis pour retrouver l'Éclair primitif de Zeus et ainsi empêcher une violente guerre divine. Épaulé par ses compagnons Annabeth et Grover, Percy s'engage dans cette quête, s'approchant ainsi des réponses qu'il recherche : comment s'intégrer dans un monde où il se sent exclu et découvrir son destin.

## Distribution

### Acteurs principaux
- Walker Scobell (VF : Tom Trouffier) : Persée « Percy » Jackson, fils de Poséidon[6]
- Leah Sava Jeffries (VF : Valérie Bescht) : Annabeth Chase, fille d'Athéna[7]
- Aryan Simhadri (VF : Oscar Douieb) : Grover Underwood, satyre meilleur ami de Percy[7]

### Acteurs récurrents
- Virginia Kull (en) (VF : Angèle Humeau) : Sally Jackson, la mère de Percy[8]
- Glynn Turman (VF : Thierry Desroses) : M. Brunner, le professeur de latin de Percy / Chiron[8]
- Jason Mantzoukas (VF : Xavier Fagnon) : M. D, le directeur de la Colonie des Sang-Mêlé / Dionysos[8]
- Megan Mullally (VF : Angélique Rivoux) : Mme Dodds, la professeure de mathématiques de Percy / Alecto[8]
- Timm Sharp (VF : Jérôme Pauwels) : Gabe Ugliano, le beau-père de Percy[8]
- Charlie Bushnell (VF : Jean-Stan Du Pac) : Luke Castellan, fils d'Hermès[9]
- Dior Goodjohn : Clarisse La Rue, fille d'Arès[9]
- Lin-Manuel Miranda (VF : Pascal Nowak) : Hermès[10]
- Adam Copeland (VF : Bruno Choël) : Arès[11]
- Nick Boraine (en) (VF : Swan Demarsan) : Cronos, la voix des rêves de Percy[12]

### Invités
- Olivea Morton (VF : Manon Adolphe) : Nancy Bobofit, une camarade de classe de Percy[9] (épisode 1)
- Rick Riordan : un membre de l'Institut Yancy[13] (caméo, épisode 1) / une statue de Méduse[14] (caméo, épisode 3)
- Jessica Parker Kennedy (VF : Fily Keita) : Méduse[11] (épisode 3)
- Suzanne Cryer (VF : Elisabeth Fargeot) : Échidna[11] (épisode 4)
- Timothy Omundson (VF : Jean-Pierre Michaël) : Héphaïstos[15] (épisode 5)
- Jay Duplass (VF : Stéphane Pouplard) : Hadès[15] (épisode 7)
- Toby Stephens (VF : Éric Herson-Macarel) : Poséidon[16] (épisodes 7 et 8)
- Lance Reddick (VF : Frantz Confiac) : Zeus[16] (épisode 8)

 Source et légende : version française (VF) sur RS Doublage

## Production
Le 7 février 2024, la série est renouvelée pour une deuxième saison.
Le 14 Mars 2025, il est confirmé que la série aura une troisième saison.

## Épisodes

### Saison 1:Le Voleur de foudre(The Lightning Thief)(2023–2024)
1. Je pulvérise accidentellement ma prof de maths (I Accidentally Vaporise My Pre-Algebra Teacher)
2. Je deviens le seigneur suprême des toilettes (I Become Supreme Lord of the Bathroom)
3. Nous nous rendons au palais du nain de jardin (We Visit the Garden Gnome Emporium)
4. Je fais le plongeon de la mort (I Plunge to My Death)
5. Un Dieu nous paie des Cheeseburgers (A God Buys Us Cheeseburgers)
6. Nous prenons un zèbre pour Las Vegas (We Take a Zebra to Las Vegas)
7. Nous découvrons la vérité, plus ou moins (We Find Out the Truth, Sort Of)
8. La prophétie se réalise (The Prophecy Comes True)

#### Épisode 1:Je pulvérise accidentellement ma prof de maths
- 19 décembre 2023 sur Disney+

- Virginia Kull : Sally Jackson
- Glynn Turman : M. Brunner
- Megan Mullally : Mme Dodds / Alecto
- Timm Sharp : Gabe Ugliano
- Olivea Morton : Nancy Bobofit

Différences avec le roman
- Chiron donne Turbulence à Percy avant l'attaque d'Alecto, et ne la reprend pas.
- Plutôt que d'être renvoyé pour avoir insulté un professeur, Percy est renvoyé à cause de l'incident avec Nancy Bobofit.
- Les Parques n'apparaissent pas.
- C'est Sally qui apprend sa nature de demi-dieu à Percy plutôt que Chiron.

Anecdotes
- Le titre de l'épisode est dérivé du premier chapitre du roman, tandis que l'épisode adapte les chapitres 1 à 4.
- Le Pégase noir que Percy aperçoit est vraisemblablement Blackjack, que Percy rencontre dans le roman La Mer des monstres.
- Grover mentionne M. Kane, une référence à la saga de Rick Riordan Les Chroniques de Kane.
- Rick Riordan apparaît en caméo en tant que membre de l'Institut Yancy.
- Sally utilise la veste de Percy comme une cape de matador en référence au titre du chapitre 4 du roman, Ma mère m'enseigne l'art de la tauromachie.

#### Épisode 2:Je deviens le seigneur suprême des toilettes
- 19 décembre 2023 sur Disney+

- Glynn Turman : M. Brunner / Chiron
- Jason Mantzoukas : M. D / Dionysos
- Charlie Bushnell : Luke Castellan
- Dior Goodjohn : Clarisse La Rue

Différences avec le roman
- Annabeth se présente directement à Percy.
- Clarisse est plus brute dans ses actions.
- Chris Rodriguez est présent et interagit avec Percy et Luke.
- C'est Luke et non Grover qui raconte l'histoire de Thalia à Percy, et il ne mentionne pas sa transformation.
- Grover consulte le Conseil des Sabots Fendus, qui n'apparaît pas dans les livres avant La Bataille du labyrinthe.
- Annabeth pousse Percy dans l'eau plutôt que de lui demander d'y aller.
- Percy n'est pas attaqué par un chien des Enfers après le jeu du drapeau.
- Percy accepte la quête sans avoir reçu la prophétie de l'Oracle.

Anecdotes
- Le titre de l'épisode est dérivé du sixième chapitre du roman, tandis que l'épisode adapte les chapitres 5 à 9.

#### Épisode 3:Nous nous rendons au palais du nain de jardin
- 27 décembre 2023 sur Disney+

- Glynn Turman : M. Brunner / Chiron
- Jason Mantzoukas : M. D / Dionysos
- Charlie Bushnell : Luke Castellan
- Megan Mullally : Alecto
- Jessica Parker Kennedy : Méduse
- Lin-Manuel Miranda : Hermès

Différences avec le roman
- Gabe apparaît seul dans la vision de l'Oracle et utilise sa propre voix.
- Percy ne fait pas exploser le bus et ne devient pas un fugitif recherché.
- Le trio réalise que "Tante Em" est Méduse dès leur arrivée chez elle, et elle n'essaie pas de se faire passer pour une humaine.
- Alecto est présente chez Méduse.
- Percy apprend la prophétie à Annabeth et Grover peu après avoir vaincu Méduse.

Anecdotes
- Le titre de l'épisode est dérivé du onzième chapitre du roman, tandis que l'épisode adapte les chapitres 10 et 11.
- Hermès apparaît pour la première fois dans l’épisode alors que le personnage n’apparaît dans les romans qu’à partir du second volume, La Mer des Monstres.

#### Épisode 4:Je fais le plongeon de la mort
- 3 janvier 2024 sur Disney+

- Virginia Kull : Sally Jackson
- Suzanne Cryer : Échidna
- Jelena Milinkovic : la Néréide

Différences avec le roman
- Le trio peut prendre le train au lieu de faire du camping par manque d'argent.
- Le trio rencontre Échidna dans le train et pas seulement à la Gateway Arch.
  - La Chimère pique Percy directement dans le train.
- La Chimère s'appelle Precious et est une femelle.
- Percy doit tromper Annabeth et Grover pour affronter la Chimère seul.
- Echidna ne se transforme pas.
- Percy est récupéré par le fleuve en tombant de l'arche au lieu de simplement chuter.

Anecdotes
- Le titre de l'épisode est dérivé du treizième chapitre du roman, tandis que l'épisode adapte les chapitres 12 à 14.

#### Épisode 5:Un dieu nous paie des cheeseburgers
- 10 janvier 2024 sur Disney+

- Timm Sharp : Gabe Ugliano
- Adam Copeland : Arès
- Timothy Omundson : Héphaïstos

Différences avec le roman
- Percy et Annabeth vont sans Grover, retenu en otage par Arès, au parc d'attractions.
- Arès n'apprend pas à Percy que sa mère est encore en vie, puisque déjà révélée au second épisode de la série.

Anecdotes
- Héphaïstos apparaît pendant la quête au parc d'attractions au lieu d'apparaître pour la première fois dans Le Sort du titan.
- Le titre de l'épisode est dérivé du quinzième chapitre du roman, tandis que l'épisode adapte les chapitres 14 à 16.

#### Épisode 6:Nous prenons un zèbre pour Las Vegas
- 17 janvier 2024 sur Disney+

- Lin-Manuel Miranda : Hermès
- Charlie Bushnell : Luke Castellan
- Ted Dykstra : Augustus
- Hiro Kanagawa : le directeur
- Jelena Milinkovic : la Néréide

Différences avec le roman
- Hermès apparaît dans le casino au lieu de faire sa première apparition dans La Mer des monstres.
- Cronos prend la forme d'un directeur.
- Annabeth ne découvre pas la véritable identité du Voleur de foudre en sortant du casino.
- Percy connaît déjà la messagerie Iris et l'utilise avec Annabeth.
  - Le trio utilise la messagerie Iris avec un prisme dans le camion d'Arès plutôt qu'avec le jet d'eau d'une station-essence.
- Luke n'insinue pas que le Voleur puisse être Annabeth.
- Clarisse LaRue est accusée d'être le Voleur de foudre.
- Le personnage d'Augustus et la recherche de Pan dans le casino est une idée originale de la série télévisée.
- Le trio utilise le taxi de Hermès pour s'enfuir du casino.
- Le trio arrive à Santa Monica trop tard ; le solstice d'été est déjà passé : dans le livre, Percy arrive à l'Olympe juste à temps.
- La Néréide donne quatre perles à Percy plutôt que trois.

Anecdotes
- Le titre de l'épisode est dérivé du seizième chapitre du roman, tandis que l'épisode adapte les chapitres 16 et 17.
- À la douzième minute de l'épisode, pendant que Grover et Augustus cherchent Pan, on peut entendre une voix chercher « Bianca » ; il s'agit d'une référence à Nico et Bianca di Angelo, enfants de Hadès, qui n'apparaissent pas avant Le Sort du titan, alors coincés dans le casino.

#### Épisode 7:Nous découvrons la vérité, plus ou moins
- 23 janvier 2024 sur Disney+

Dans un flashback, Sally amène Percy dans une nouvelle école. Submergée par le fait que Percy lutte contre l'abandon et commence à voir des créatures mythiques, Sally contacte Poséidon qui la dissuade d'emmener Percy au Camp des sang-mêlé afin qu'il puisse forger sa propre identité
Différences avec le roman
- L'entrée des Enfers ne se trouve pas dans les studios d'enregistrement DOA mais dans la boutique de Procruste.

- Percy trouve l'éclair de Zeus dans son sac avant de rencontrer Hadès.

- Poséidon apparaît dans un flashback.

#### Épisode 8:La prophétie se réalise
- 30 janvier 2024 sur Disney+

Dans un flashback, Percy et Luke s’entraînent et discutent du fonctionnement des dieux. 
De nos jours, Percy défie Arès à un combat avec le premier à faire couler le sang en remportant à la fois la foudre et le Kunée. Après avoir invoqué une vague, Percy coupe Arès qui part en annonçant à Percy qu’il s'est fait un nouvel ennemi pour la vie. Percy récupère le casque laissé par Arès puis il se rend dans une maison près de la plage où il croise une Alecto restaurée. Percy comprend qu’Hadès l’a envoyé pour récupérer le casque et celui-ci le donne tout en demandant à Hadès d'honorer leur accord. Percy se rend à l'Olympe au sommet de l'Empire State Building et rend la foudre à Zeus tout en l’avertissant des projets de Cronos mais le dieu prévoit de poursuivre sa guerre et qu’il est au courant de ça. Le dieu propose à Percy de partir mais le jeune garçon tente de le raisonner mais Zeus décide de frapper Percy, Poséidon se rend et les deux acceptent d'informer le conseil de la menace de Cronos. Après que Poséidon l'ait renvoyé au Camp sang-mêlé, Percy est surpris de voir que Clarisse n’a pas été arrêtée à cause d’un manque de preuves. Durant la soirée, Percy et Luke décident de tendre un piège contre Clarisse mais Percy comprend que c’est Luke le traite de la prophétie et comprend que c’est lui voleur qui lui a donné les chaussures maudites. Après avoir confirmé les soupçons de Percy et n'avoir pas réussi à le recruter, Luke le soumet dans un combat. Cependant, Annabeth se révèle, ayant tout entendu, et Luke s'enfuit. Le dernier jour au camp, Percy part pour retrouver sa mère , Annabeth part pour renouer avec sa famille et Grover part chercher Pan dans les mers. Le trio promet de se réunir tous les ans. Cronos informe Percy dans un rêve qu'il est la clé de son retour. 
Différences avec le roman

### Saison 2:La Mer des monstres(The Sea of Monsters)(2024-2025)
La série a été renouvelée pour une deuxième saison en février 2024, qui adaptera le deuxième livre de la série, La Mer des monstres.

## Accueil critique
La série a été nommée 16 fois à l’édition de 2025 des Emmy Awards pour les enfants et la famille et a remporté 8 de ses nominations dont un pour la meilleure série pour adolescents battant ainsi Heartstopper et One Piece de Netflix.
En outre,  plusieurs médias, dont Écran Large, ont salué la fidélité d’ensemble à l’univers des romans de Rick Riordan, la prestation de Walker Scobell dans le rôle-titre ainsi que l’interprétation de Leah Sava Jeffries, jugée convaincante dans le rôle d’Annabeth Chase. Les créatures et effets spéciaux ont également été relevés comme réussis dans certaines séquences, notamment pour le Minotaure et les Furies
Néanmoins, plusieurs critiques ont abordé  le choix de confier le rôle d’Annabeth Chase à Leah Sava Jeffries, actrice afro-américaine alors que le personnage est décrit comme blanche dans les romans, a suscité des réactions polarisées. Plusieurs internautes ont accusé la production de céder à une vision « woke », tandis que l’auteur Rick Riordan a publiquement condamné ces critiques, qualifiant les attaques racistes contre l’actrice d’inacceptables et affirmant que le casting s’était fondé avant tout sur le talent des interprètes,.